# Cemil Gümüşdere
Cemil Gümüşdere (* 1938) ist ein ehemaliger türkischer Fußballspieler.

## Karriere
Gümüşdere spielte in den 1950er-Jahren jeweils eine Saison für Vefa Istanbul und Galatasaray Istanbul. Für die Gelb-Roten kam der Abwehrspieler zu vier Ligaeinsätzen und spielte des Weiteren von 1965 bis 1967 für İzmirspor.